# Marie Brema

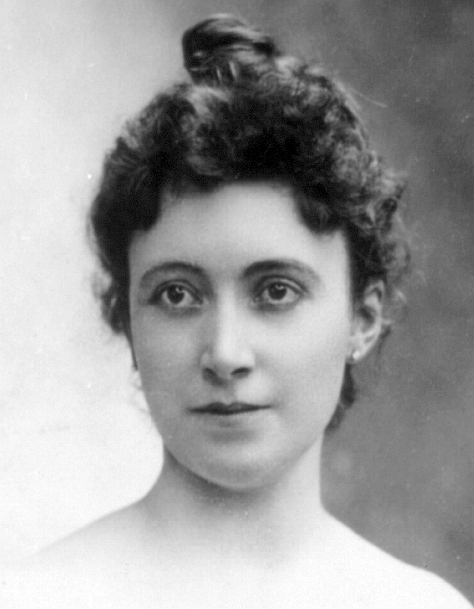
Marie Brema (1897)

Marie Brema, geborene Mary Agnes Fehrmann oder Minnie Fehrmann (28. Februar 1856 in Liverpool – 22. März 1925  in Manchester) war eine deutsch-englische Opernsängerin (Mezzosopran) und Theaterschauspielerin.

## Leben
Marie Brema wurde als Tochter des Deutschen John Fehrmann (aus Bremen) und der US-Amerikanerin Cora  Wooster Jarvis in England geboren. Sie wuchs unter Musik- und Kunstbegeisterten auf und sang auch als Dilettantin, zeigte aber bis zu ihrer Hochzeit 1874 mit Arthur Frederick Braun keinerlei Interesse, selbst professionelle Sängerin zu werden.
1890 nahm sie den ersten Gesangsunterricht bei George Henschel, der drei Monate dauerte. Dann debütierte sie als Konzertsängerin in der St. James’s Hall in London.
Danach nahm sie für sechs Wochen schauspielerischen Unterricht und debütierte 1891 in Oxford als Adriana Lecouvreur. Eigentlich wollte sie nur noch schauspielern, aber sie erhielt so viele Konzerteinladungen, dass sie doch wieder zu singen begann. Ihre weitere Ausbildung übernahm dabei Allfred Blume.
Am 10. Oktober 1891 trat sie zum ersten Mal als Maria Brema auf (den Namen hatte sie auf Grund des Geburtsortes ihres Vaters, Bremen, gewählt). Sie debütierte als „Lola“ in der englischen Produktion von Mascagnis Cavalleria rusticana am Shaftesbury Theatre in London.
Diesem Erfolg folgte ein größerer in  Glucks Orfeo ed Euridice im selben Jahr.
Cosima Wagner wurde durch Hermann Levi auf sie aufmerksam gemacht und so wurde sie zu den Bayreuther Festspielen eingeladen, wo sie die „Ortrud“ in Lohengrin und „Kundry“ im Parsifal sang.
1894 ging sie mit der Walter Damrosch Company als Wagnerinterpretin durch die USA auf Tournee. Zurück in Europa trat sie erneut in Bayreuth auf.
Bei der Uraufführung von The Dream of Gerontius am 3. Oktober 1900 beim Birmingham Triennial Music Festival unter Leitung von Hans Richter in der Birmingham Town Hall waren Marie Brema, Edward Lloyd und Harry Plunket Greene die Vokalsolisten.
Von 1910 bis 1911 leitete sie eine Opernsaison am Savoy Theatre.  1912 ging sie auf eine Abschiedstournee mit der Denhof Opera Company.
Nach Beendigung ihrer Bühnenkarriere arbeitete sie als Gesangspädagogin am Royal Manchester College of Music. Sie starb mit 69 Jahren in Manchester.
Marie Brema und Arthur Frederick Brauns Tochter war die Schauspielerin Tita Brand, die mit dem belgischen Schriftsteller Emile Cammaerts verheiratet war.